# Centre hospitalier universitaire de Poitiers
Le centre hospitalier universitaire de Poitiers (ou CHU de Poitiers) est situé sur le site de La Milétrie, route de Limoges, au sud-est de la ville de Poitiers en France.

## Historique

### Histoire des hôpitaux de Poitiers
Plusieurs hôpitaux ont précédé la création du centre hospitalier universitaire de Poitiers en 1961.

#### De l'Hôtel-Dieu au Centre hospitalier universitaire
La première institution hospitalière de Poitiers remonte au XIIe siècle. L'Hôtel-Dieu de Poitiers est fondé avant 1200 en face de l'église Notre-Dame-la-Grande sous le nom d'aumônerie Notre-Dame-la-Grande. Elle prend le nom d'« Hôtel-Dieu » au XVIe siècle sur décision de la municipalité.
L'Hôtel-Dieu de Poitiers, dès sa fondation, se retrouve très vite saturé (il ne comporte qu'une vingtaine de lits disponibles). La municipalité pense alors à le transférer sur un autre site. Le roi Louis XIV fit le même constat et débloqua des fonds pour assurer le déménagement de l'Hôtel-Dieu. Malheureusement, le déménagement ne se fit guère et l'Hôtel-Dieu dût s'agrandir sur place. À la fin du XVIIIe siècle, l'Hôtel-Dieu de Poitiers avait une capacité d'accueil d'une centaine de lits. Aujourd'hui, ces bâtiments accueillent une partie de la faculté de droit et des sciences sociales de l'université de la ville.
À la Révolution, la confiscation d'édifices religieux pousse l'Hôtel-Dieu à déménager sur un nouveau site, celui de l'hôtel Pinet, siège du grand séminaire de Poitiers depuis 1686 sis rue Guillaume VII le Troubadour. L'Hôtel-Dieu devient dès lors un hôpital civil et militaire d'une capacité de 300 lits. En 1961, il devient un Centre hospitalier régional universitaire, le premier créé en France, et il est décidé de l'installer sur le site de la Milétrie. Tous les services de santé présent à l'Hôtel-Dieu déménagent dans les années 1970 dans la « tour » Jean-Bernard, nouveau cœur du CHU, inaugurée en 1980. L'hôtel Pinet devient, dès lors, le siège de la présidence de l'université de Poitiers.

#### L'hôpital général de Poitiers
Fondé en 1657 dans l'actuelle rue Jean-Macé, l'hôpital général de Poitiers, comme tous les hôpitaux généraux du royaume de France, a pour vocation d'« enfermer les plus démunis » (les mendiants, les voleurs), mais aussi de recueillir les indigents, les enfants abandonnés et les vieillards de la ville. Durant les famines du XVIIIe siècle, il accueille jusqu'à plus de 700 personnes.
À la Révolution, l'hôpital général perd ses fonctions carcérales pour adopter des fonctions psychiatriques. Il accueille des aliénés jusqu'à sa fermeture en 1927 et leur transfert vers l'hôpital Louis-Pasteur. En 1937, l'hôpital général rouvre pour accueillir des réfugiés espagnols et retrouve une mission sanitaire en 1940, lorsque sont transférés des malades venus des hôpitaux de la Moselle, annexée par l'Allemagne nazie.

#### L'hôpital des Incurables de la province du Poitou
Créé au xviiie siècle sous l'égide du père Louis-Marie Grignon de Montfort, aumônier de l'hôpital général, et de Philippe-Joseph de Lesmerie-d'Eschoisy, grand prieur d'Aquitaine, l'Hôpital des Incurables, bâti sur le faubourg du Pont-Neuf, accueille les malades déclarés comme étant « incurables » et ne pouvant plus être acceptés par les autres hôpitaux de la ville.
Au XIXe siècle, l'institution s'agrandit sur d'anciens terrains appartenant à l'abbaye Saint-Cyprien de Poitiers, détruite à la Révolution (les autres terrains accueillant aujourd'hui le jardin des plantes et une magnanerie). L'hôpital des Incurables présentant des possibilités d'agrandissement que ne peut avoir l'hôpital général, il en récupère des fonctions psychiatriques.
En 1922, pour célébrer le centenaire de la naissance de Louis Pasteur, l'hôpital des Incurables prend son nom. La même année, il rachète l'ancien couvent Saint-Christophe construit en 1868 par les Dominicains et occupé par le 125e régiment d'infanterie depuis 1901, pour en faire le pavillon Guillon de l'hôpital, ce qui permet de transférer les derniers aliénés de l'hôpital général, qui ferme ses portes en 1927. Les malades psychiatriques continuent d'être soignés au sein de cet hôpital, jusqu'aux transferts des activités médicales sur le site de la Milétrie.

### Le site de la Milétrie
Depuis les années 1960, le CHU de Poitiers est implanté sur le site de la Milétrie, situé au sud-est de la ville. Le domaine est acheté par Olivier Le Roux à la fin du XVe siècle, à l'abbaye Saint-Hilaire-de-la-Celle. Son lieutenant, Mathurin Millet, y fait construire en 1520 un logis qui porte son nom. Ce logis existe toujours.
En 1938, le site de la Milétrie est acheté par le département de la Vienne, qui souhaite y construire un hôpital psychiatrique près de la ferme de la Milétrie, définitivement expropriée le 7 février 1941. Si la Seconde Guerre mondiale suspend ce projet qui ne reprend que dans les années 1950, il est utilisé comme ferme pour nourrir malades et vieillards, avant la construction, quelques années plus tard donc, des pavillons René-Le-Blaye en 1954, Pinel et Minkowski en 1956, puis du pavillon « H » en 1959, renommé Pierre-Janet par la suite.
Dans les années 1960, plus au nord, on transforme l'ancienne base militaire construite par l'armée américaine sur le site de Châlons en hôpital psychiatrique. Les malades chroniques y seront déplacés à partir de l'année 1968. Cependant sur le site de la Milétrie, de nouveaux pavillons sont construits comme les pavillons Cousin et Lagrange. Le bâtiment Camille-Guérin en 1965 et les bâtiments René-Beauchant, Joseph-Garnier et Georges-Heuyer, entre autres, suivent.
Dans les années 1970, l’école d’infirmières s'installe dans le CHU et on construit la « tour » Jean-Bernard, qui est inaugurée en 1980 et qui forme aujourd'hui le cœur du CHU. L'Hôtel-Dieu de Poitiers ferme alors ses portes et transfère ses services sur ce nouveau site. Il est repris par l'université qui y a installé sa présidence. 
Durant les vingt dernières années, de nouvelles extensions sont également réalisées : le bâtiment de l'Établissement français du sang (EFS), ainsi que le satellite accueillant les services de réanimation chirurgicale et de réanimation médicale voient ainsi le jour.
Au début des années 2000, l'ensemble des bâtiments de l'hôpital psychiatrique de Châlons devenus trop vétustes sont démolis. L'ensemble des services de psychiatrie se retrouve désormais au centre hospitalier Henri Laborit sur le site de la Milétrie.
En janvier 2006, un nouveau bâtiment est mis en service. Il est nommé UBM (Urgences et biologie médicale) et regroupe les services d’urgences générales adulte et pédiatrique, le SAMU-SMUR, le centre 15, ainsi qu’un plateau de biologie médicale accueillant la totalité des laboratoires.
En mars 2009, c’est au tour du pôle régional de cancérologie d’ouvrir ses portes. Il dispose d’une surface de 13 000 m2, répartie sur quatre niveaux, et d’une capacité de 135 lits et places.
En janvier 2017, le CHU de Poitiers inaugure son centre régional cardiovasculaire en présence de François Hollande, président de la République. Avec ses 25 000 m² de surface, le centre cardiovasculaire regroupe les activités de cardiologie, de médecine vasculaire, de chirurgie cardio-thoracique et vasculaire. 
Novembre 2018, inauguration de "La Vie la santé", un lieu inspiré des "maggie's center" du Royaume-uni. Il s'agit d'un lieu où patients et aidants peuvent apprendre à mieux vivre avec une maladie chronique au quotidien et où des ateliers d'éducation thérapeutique du patient sont dispensés dans cette optique là.
En novembre 2019, le CHU de Poitiers inaugure l'IRM 7 tesla, le troisième en activité en France dans le cadre de la recherche mais, le seul à aussi être utilisé pour des examens cliniques. 
L'hôpital est géré par Jean-Pierre Dewitte depuis 1998. Depuis 2020, la directrice de l'hôpital est Anne Costa.

## Activités de formation
Le CHU de Poitiers organise plusieurs formations paramédicales:
- un institut de formation des ambulanciers
- un institut de formation d'aide-soignant
- un institut de formation des cadres de santé
- un institut de formation en soins infirmiers, en partenariat avec l'université de Poitiers
- un institut de formation d'infirmiers anesthésistes, en partenariat avec l'université de Poitiers
- un institut de formation de manipulateurs en électroradiologie, en partenariat avec l'université de Poitiers
- un institut de formation en ergothérapie, en partenariat avec l'université de Poitiers
- un institut de formation en masso-kinésithérapie, en partenariat avec l'université de Poitiers
- un cycle préparatoire aux concours d'entrée.

La faculté de médecine et de pharmacie de l'université de Poitiers située auparavant en centre-ville près de l'ancien Hôtel-Dieu de Poitiers, se trouve désormais juste à côté et amène des synergies. L'ancienne faculté de médecine proche du jardin des plantes a été démolie en 2018.

## Fonds de dotation Aliénor
Créé par le CHU de Poitiers, le fonds de dotation Aliénor est destiné à compléter les moyens de l'établissement consacrés à la recherche en santé et en innovation. Il doit notamment permettre le financement et la promotion de l’innovation et de la recherche. A ce jour, douze projets sont soutenus par le fonds de dotation.